# Pleuroploca
Genre
Synonymes
- Fasciolaria (Pleuroploca) P. Fischer, 1884[2]

Pleuroplocas est un genre de mollusques gastéropodes de la famille des Fasciolariidae.

## Liste des espèces
Selon World Register of Marine Species (16 novembre 2014) :
- Pleuroploca audouini (Jonas, 1846)
- Pleuroploca clava (Jonas, 1846)
- Pleuroploca lischkeana (Dunker, 1863)
- Pleuroploca lyonsi Bozzetti, 2008
- Pleuroploca ponderosa (Jonas, 1850)
- Pleuroploca purpurea (Jonas, 1849)
- Pleuroploca trapezium (Linnaeus, 1758)

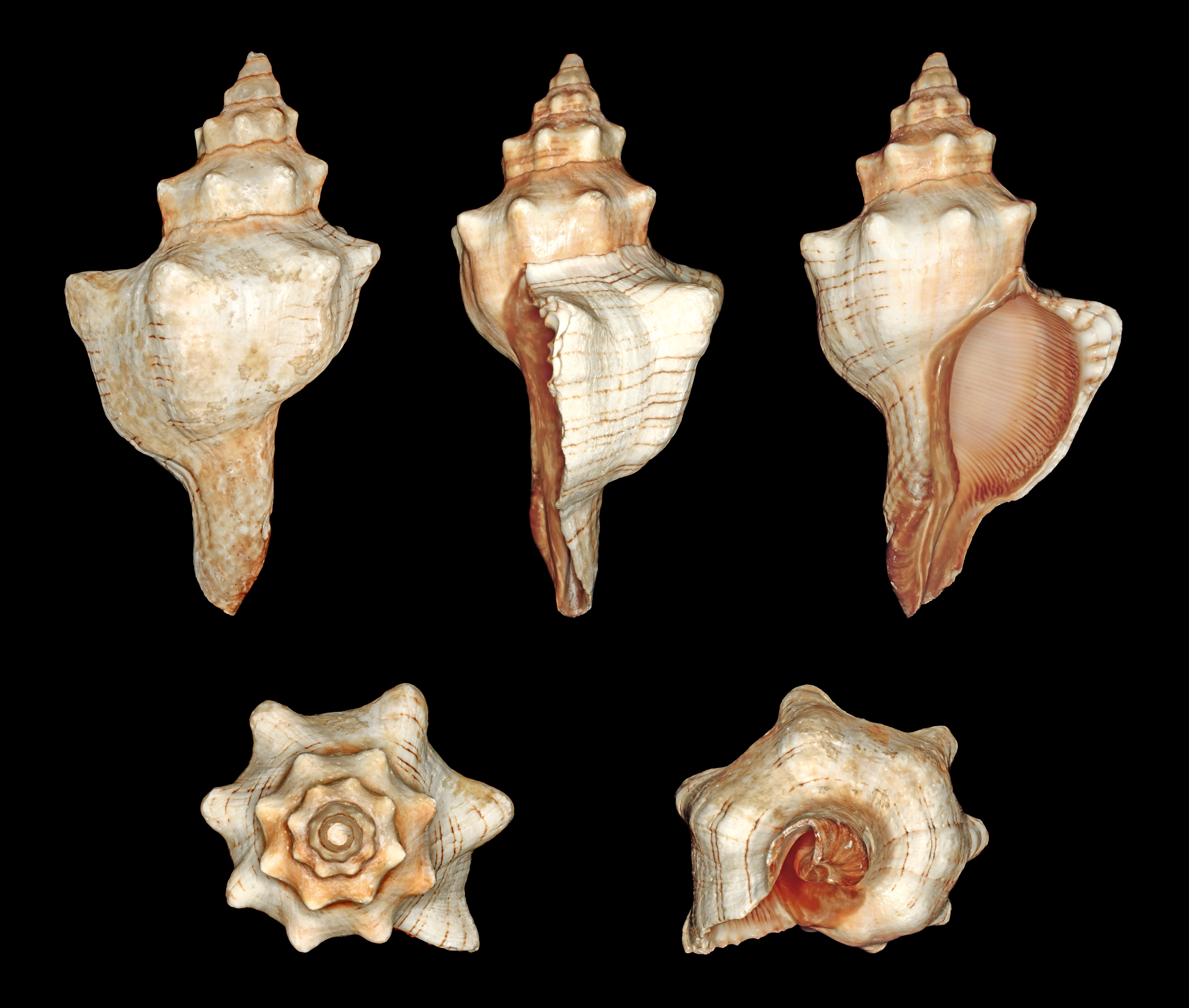
Pleuroploca trapezium